# Parapholis marginata
Parapholis marginata är en gräsart som beskrevs av Hans Runemark. Parapholis marginata ingår i släktet ormaxsläktet, och familjen gräs. Inga underarter finns listade i Catalogue of Life.